# Belenois subeida
Belenois subeida är en fjärilsart som först beskrevs av Felder 1865.  Belenois subeida ingår i släktet Belenois och familjen vitfjärilar. Inga underarter finns listade i Catalogue of Life.